# Lightforce
Lightforce o Light Force (come appare nel logo) è un videogioco sparatutto a scorrimento fantascientifico pubblicato nel 1986-1987 per Amstrad CPC, Commodore 64 e ZX Spectrum dalla FTL - Faster Than Light, un'etichetta del gruppo Carter Follis, derivata dal produttore Gargoyle Games.
Tutte le versioni ricevettero perlopiù recensioni buone o molto buone dalla critica del tempo, nonostante la scarsa originalità del gioco, grazie all'estetica e alla giocabilità.

## Modalità di gioco
La visuale è dall'alto, con scorrimento verticale costante verso l'alto. Il giocatore pilota una navicella che ha forma più larga che lunga, e nella versione ZX Spectrum è anche asimmetrica. L'ambientazione, secondo le istruzioni, è il sistema di Regolo, invaso dagli alieni. Ci sono in tutto 4 livelli, terminati i quali si ricomincia da capo: la cintura asteroidale, il pianeta di giungla, le piattaforme orbitali e il pianeta glaciale. Solo nella versione Commodore 64 i due scenari su pianeti sono coperti in buona parte dall'acqua, con le strutture nemiche sulle isole.
La navicella può essere mossa in tutte le direzioni ed è dotata di un doppio cannone che spara verso l'alto. I nemici principali sono oggetti volanti di vario tipo, alcuni anche in grado di sparare. Si perde istantaneamente una vita in caso di scontro o di colpo, mentre i nemici possono richiedere uno o più colpi per essere distrutti. Sul terreno o sulle strutture spaziali si trovano molte postazioni nemiche innocue, che si possono distruggere per il punteggio. In alcuni casi si ottiene un bonus se si distrugge un intero gruppo di postazioni, oppure si può trovare una vita extra o una smart bomb (chiamata "scudo" nel gioco) attivabile a comando. Si vince una vita anche se in un livello di distruggono almeno 4 strutture chiamate "centri di controllo".